# Stańczyk während des Balls am Hofe der Königin Bona, als die Kunde vom Verlust von Smolensk eintrifft

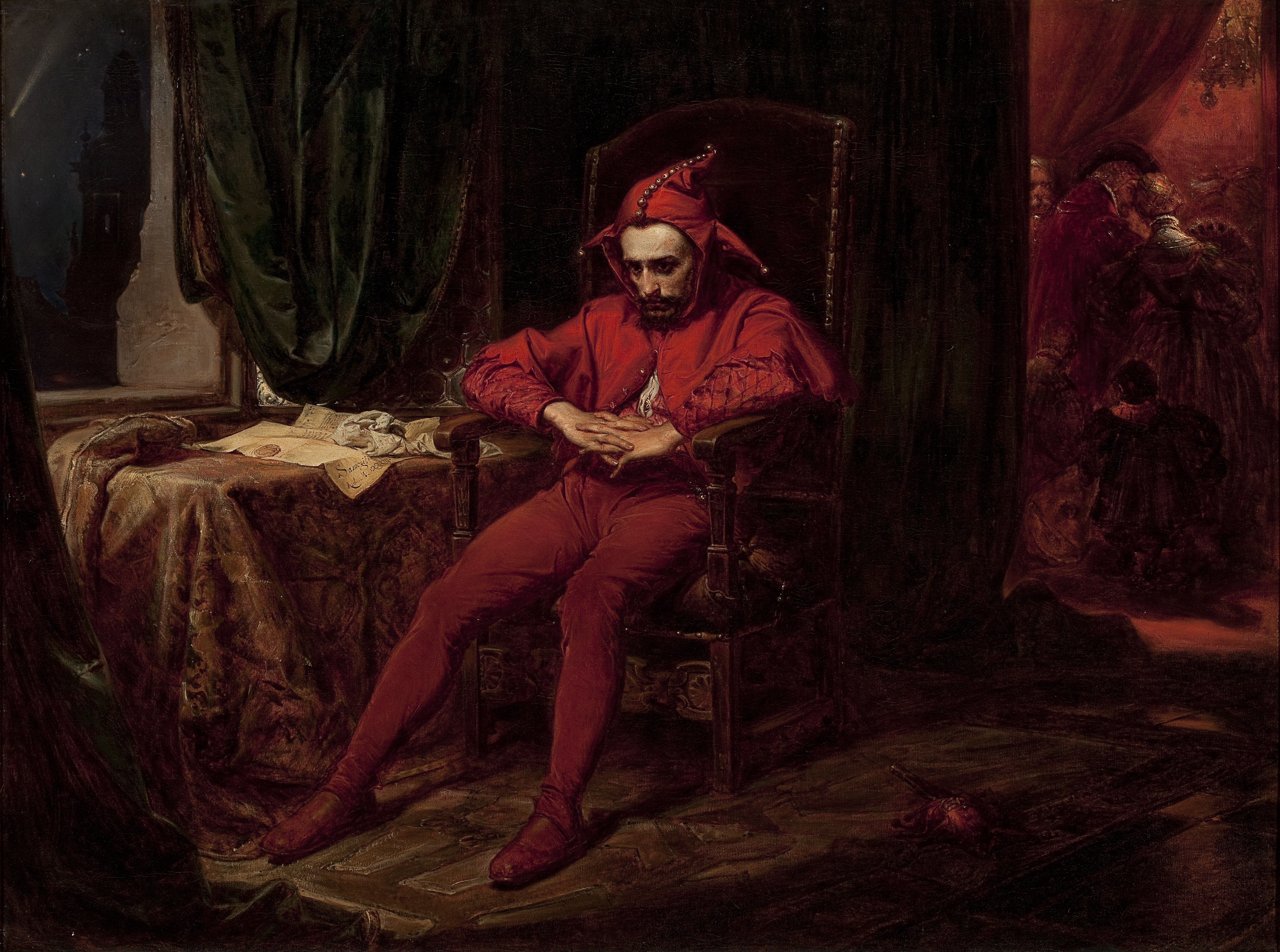
Stańczyk w czasie balu na dworze królowej Bony wobec straconego Smoleńska
Jan Matejko, 1862
120 × 88 cm
Öl auf Leinwand
Nationalmuseum Warschau

Stańczyk w czasie balu na dworze królowej Bony wobec straconego Smoleńska (deutsch: Stańczyk während eines Balls am Hof von Bona Sforza im Angesicht des Verlusts von Smolensk) ist ein Gemälde des polnischen Malers Jan Matejko aus dem Jahr 1862. Motiv ist der Hofnarr Stańczyk, der im 16. Jahrhundert drei polnischen Königen gedient hatte und später zu einer nationalen Integrationsfigur geworden war. Das in Öl auf Leinwand ausgeführte, 120 Zentimeter breite und 88 Zentimeter hohe Gemälde gehört zur Sammlung des Nationalmuseums Warschau.

## Beschreibung
Im Zentrum des Bildes sitzt der rot gekleidete Hofnarr Stańczyk in melancholischer Stimmung auf einem Stuhl. Seine Marotte liegt auf dem Boden, während auf seinem Bauch ein Medaillon der Schwarzen Madonna von Tschenstochau liegt. Diese beiden Attribute und ihre Position im Bild betonen noch einmal die Stimmung Stańczyks. Diese liegt in einem auf dem Tisch liegenden Brief begründet. Dieser trägt die Jahreszahl 1533 und den Namen der westlitauischen Landschaft Samogitia. Der Titel des Bildes legt jedoch einen Bezug zum Verlust von Smolensk an das russische Großfürstentum Moskau im Jahr 1514 nahe. Im Gegensatz zur Gemütsverfassung des Hofnarren steht der Ball der Königin Bona, auf den eine offene Tür am rechten Bildrand den Betrachter einen Blick werfen lässt. Dieser findet anlässlich des Sieges in der Schlacht bei Orscha statt. Als Symbol des Ruhmes trägt beispielsweise ein Zwerg eine Laute. Das Bild wird dominiert von dunklen und warmen Farbtönen, besonders dem leuchtenden Rot des Anzugs des Narren.

## Hintergrund

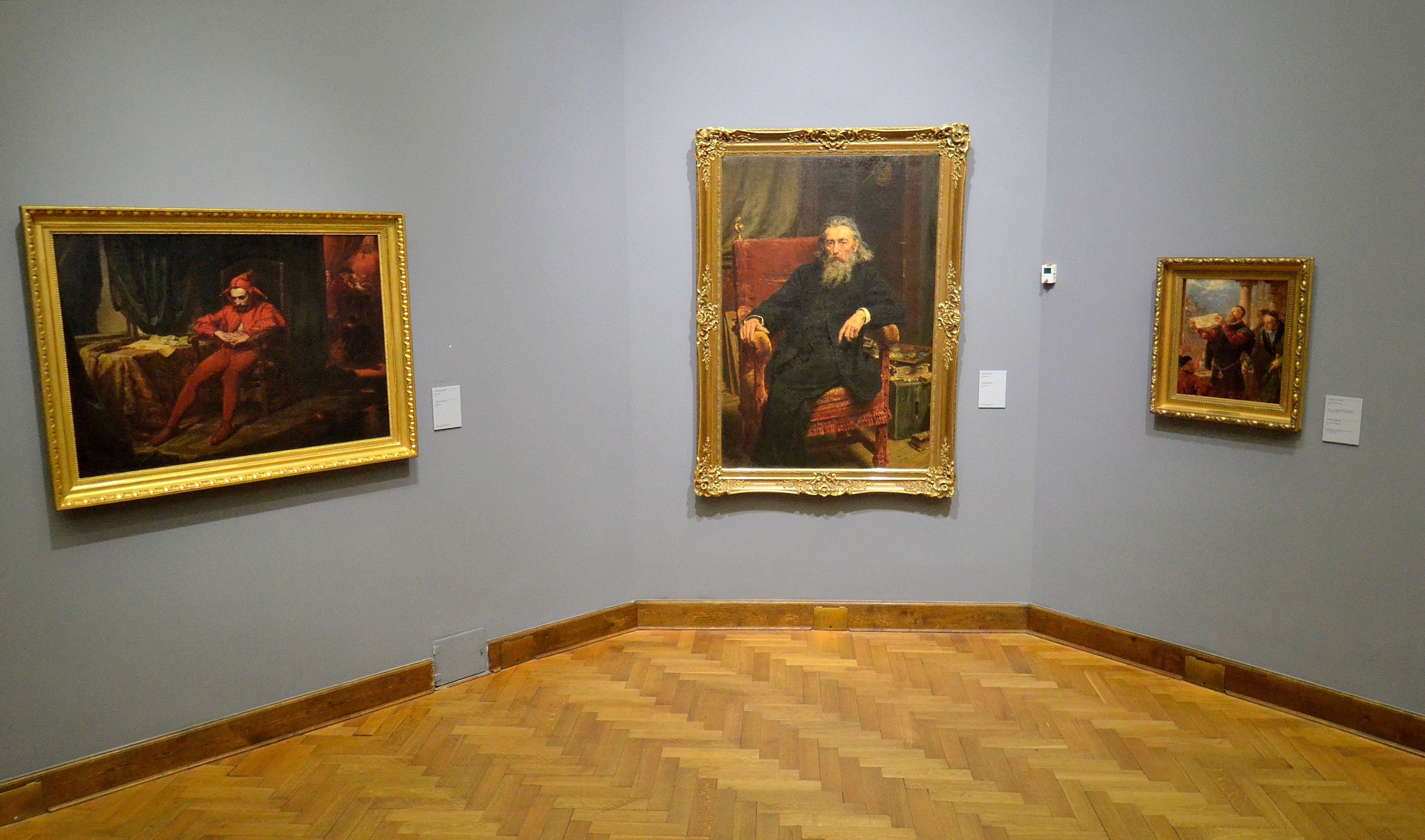
Stańczyk w czasie balu na dworze królowej Bony wobec straconego Smoleńska in der Ausstellung des Nationalmuseums Warschau

Matejko zeigte Stańczyk in einigen weiteren Gemälden: Besonders bedeutend sind Zawieszenie dzwonu Zygmunta na wieży katedry w roku 1521 w Krakowie, das die Aufhängung der Sigismund-Glocke zeigt, aus dem Jahr 1874 und die Preußische Huldigung aus dem Jahr 1882. Matejko malte Stańczyk w czasie balu na dworze królowej Bony wobec straconego Smoleńska im Alter von 24 Jahren und begründete mit diesem Gemälde seinen Ruhm. Das Bild wurde von der Gesellschaft der Freunde der Schönen Künste in Krakau erworben, die es in einer Lotterie verloste. 1924 erwarb es dann das Nationalmuseum Warschau. Das Gemälde entwickelte Einfluss auf das Bild Stańczyks, das für patriotische Polen im 19. Jahrhundert bedeutend war. So gehörte es zu den Inspirationen von Stanisław Koźmian, Józef Szujski, Stanisław Tarnowski und Ludwik Wodzicki, als sie 1869 eine Reihe politisch-satirischer Feuilletons veröffentlichten.
Im Zweiten Weltkrieg wurde das Gemälde von den Nationalsozialisten geraubt, geriet danach in die Sowjetunion, die es 1956 an Polen restituierte. Es gehört heute zu den bedeutendsten Werken im Nationalmuseum Warschaus.